# Opisthograptis punctilineata
Opisthograptis punctilineata är en fjärilsart som beskrevs av Alfred Ernest Wileman 1910. Opisthograptis punctilineata ingår i släktet Opisthograptis och familjen mätare. Inga underarter finns listade i Catalogue of Life.